# Medac

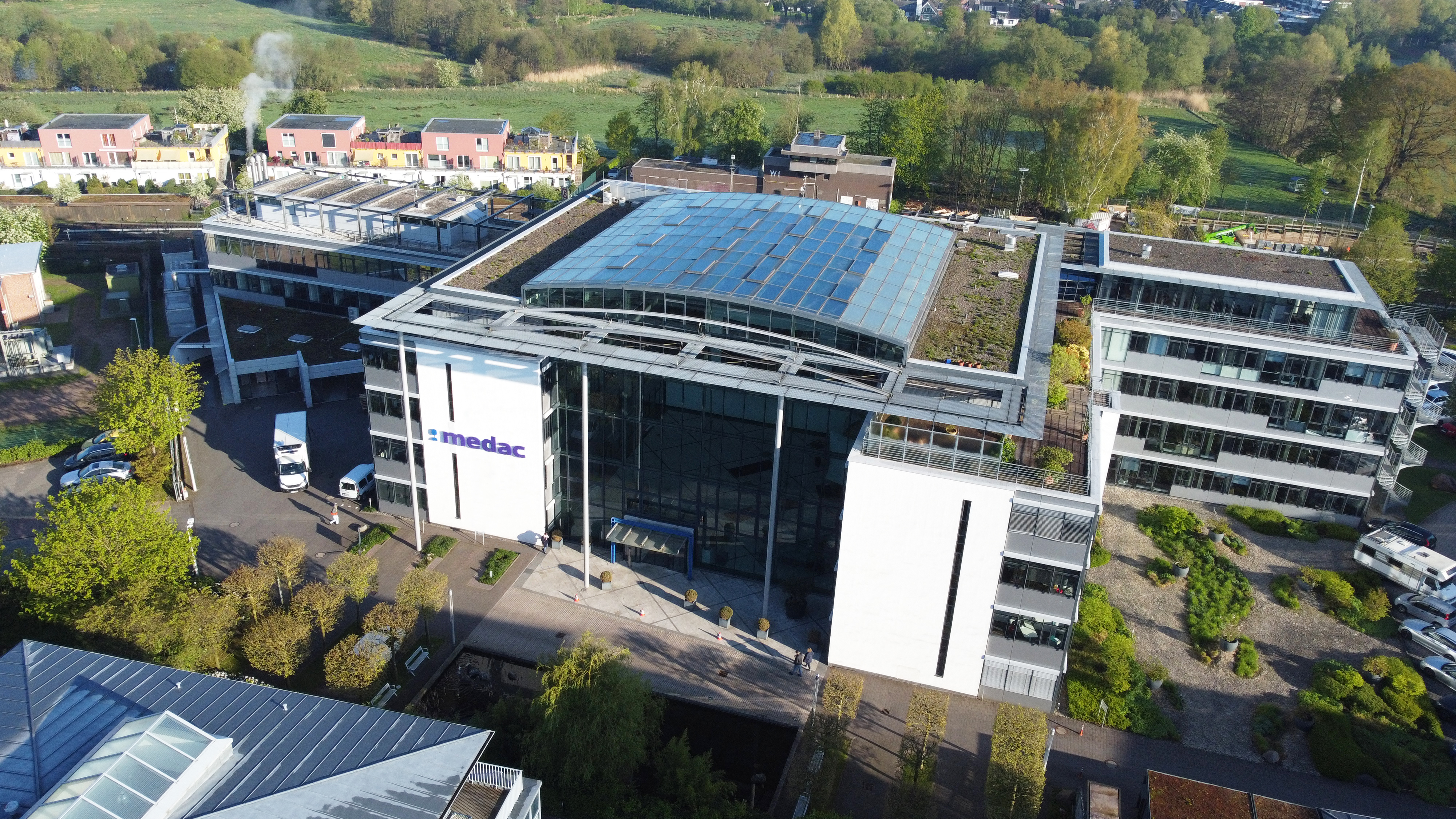
Medac in Wedel

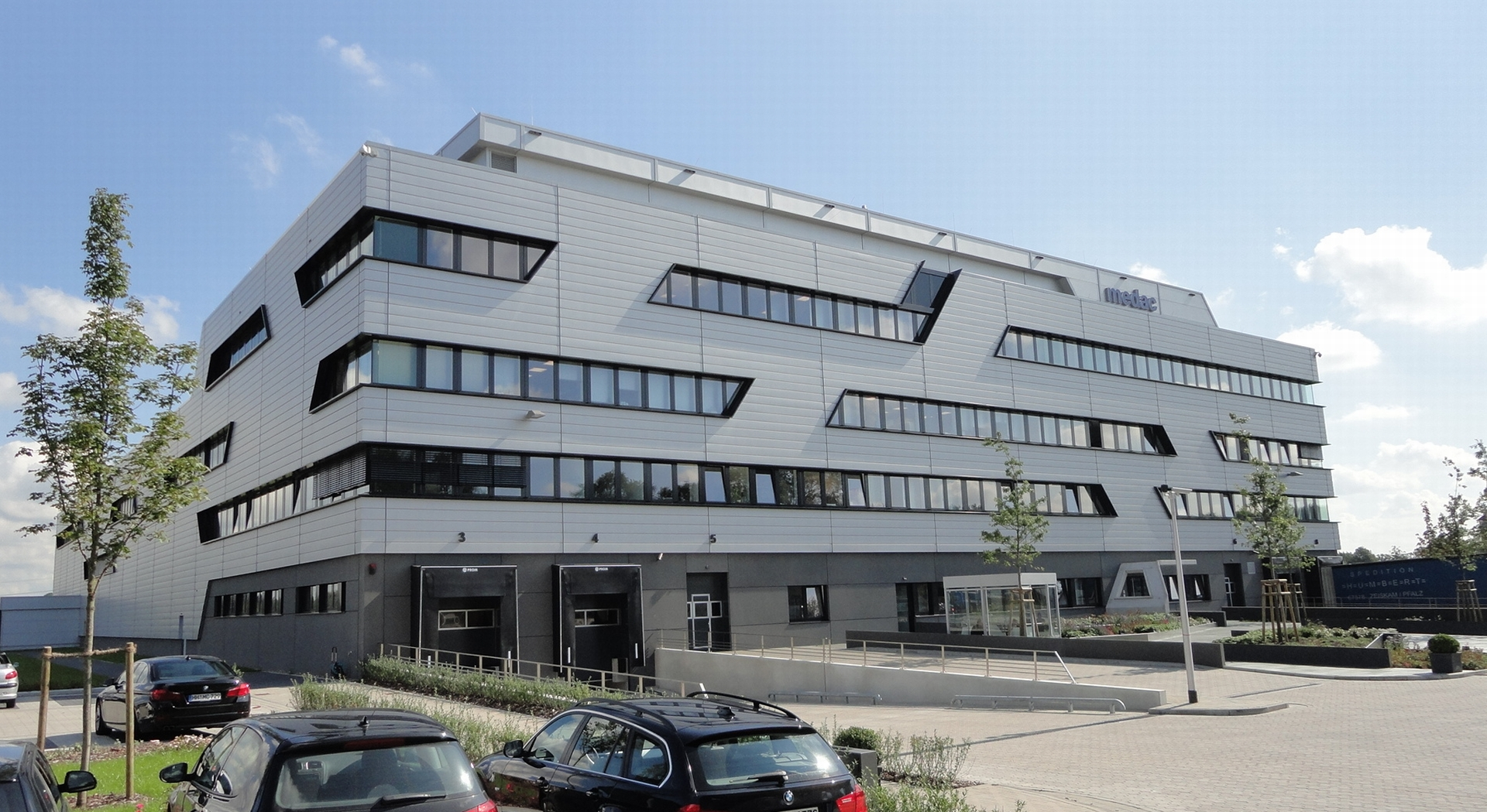
Medac-Logistikcenter in Tornesch

Medac Gesellschaft für klinische Spezialpräparate mbH (Eigenschreibweise: medac) ist ein deutsches, weltweit agierendes Pharmaunternehmen mit Sitz in Wedel bei Hamburg und Tornesch, welches sich vollständig in Privatbesitz befindet.
Die Arbeit von medac fokussiert sich auf die kontinuierliche Verbesserung bereits etablierter pharmazeutischer Produkte und Diagnostika sowie auf der Entwicklung neuer Arzneimittel in den Bereichen Rheumatologie, Urologie, Hämatologie und Onkologie. Darüber hinaus verfügt das Unternehmen über eine umfassende Expertise in der Diagnostik von Infektionskrankheiten und onkologischen Erkrankungen. Die beiden 100%igen Produktionstöchter – die Oncotec Pharma Produktion GmbH in Dessau-Roßlau und die oncomed manufacturing a.s. in Brno, Tschechien – stellen unter anderem sterile Arzneimittel wie Zytostatika her.
Die hergestellten Arzneimittel und Diagnostika werden in über 90 Länder weltweit geliefert (Stand: 2024). medac unterhält Tochtergesellschaften und Niederlassungen in Dänemark, Schweden, Finnland, Polen, Portugal, der Slowakei, Tschechien, Frankreich, Italien, Großbritannien und Japan.

## Geschichte
Im April 1970 wurde medac in Hamburg von Wilfried Mohr, Claus-Olaf Welding, Werner Mai und Ernst Voss gegründet. Ziel war das Herstellen von Gerinnungspräparaten und die Herstellung von Fibrinolytika. In dieser Zeit wurden auch schon diagnostische Produkte vermarktet (Antikörper). Kurze Zeit später konzentrierte sich Medac auf das Indikationsgebiet der Onkologie und vermarktete das Präparat Mitomycin C.
Heute werden über 50 onkologische Wirkstoffe in unterschiedlichen Darreichungsformen zur Behandlung zahlreicher Krebsarten angeboten, so auch BCG zur Instillationstherapie bei Blasenkrebs.
Ende der 80er Jahre bildete sich ein neues Indikationsgebiet – die Behandlung von Autoimmunerkrankungen. Heute ist Medac einer der führenden Anbieter von Methotrexat, einem Folsäureantagonisten zur Behandlung der rheumatischen  Arthritis in zahlreichen Dosierungen und leicht applizierbarer Form.
Zwischen 1997 und 2005 hielt die Schering AG 25 % der Firmenanteile.
Im Mai 2020 präsentierte medac vor dem Hintergrund der COVID-19-Pandemie einen Antikörpertest auf SARS-CoV-2 sowie einen PCR-Test für den Direktnachweis des Virus.
Im Oktober 2020 setzte medac vor dem Europäischen Gerichtshof durch, dass das von medac selbst hergestellte Präparat Treosulfan eine Einstufung als sog. orphan drug erhält.
Das durch medac entwickelte Medikament (Zelltherapeutikum) Obnitix erhielt im Januar 2021 den Innovationspreis 2020 der Pharmazeutischen Zeitung (PZ).